# Station Česká Třebová
Station Česká Třebová is een belangrijk spoorwegstation in de Tsjechische stad Česká Třebová. Bij het station komen de grote spoorlijnen uit Praag, Brno en Olomouc samen. Het centrale stationsgebouw stamt uit het jaar 1924.

## Treinverkeer

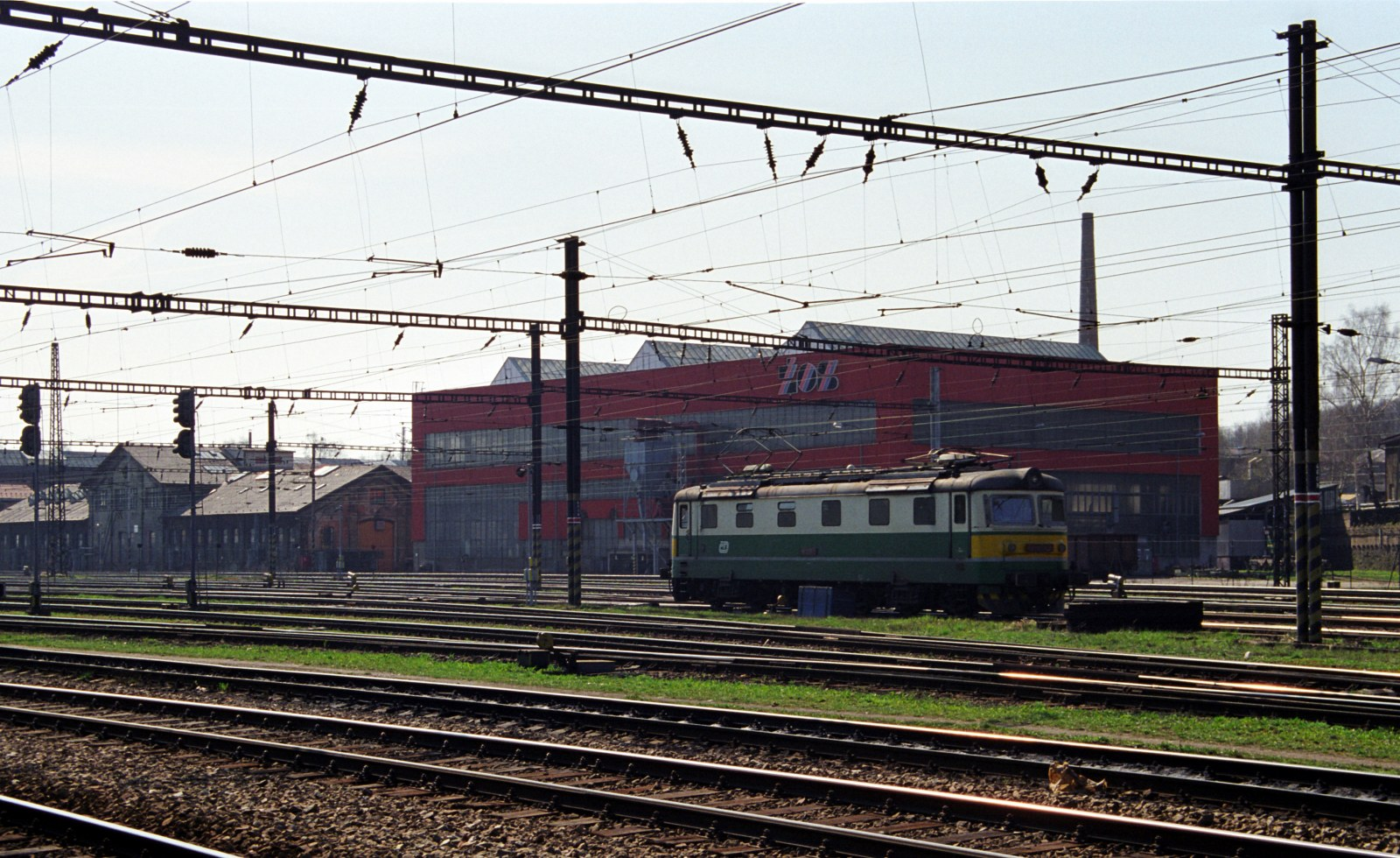
Sporen bij station Č. Třebová

De volgende spoorverbindingen gaan vanaf/naar het station Česká Třebová:
- lijn 010: Kolín - Pardubice - Česká Třebová (verder naar Praag)
- lijn 260: Brno - Česká Třebová (verder naar Wenen en Bratislava)
- lijn 262: Česká Třebová - Chornice - Skalice nad Svitavou (verder naar Brno)
- lijn 270: Česká Třebová - Olomouc - Přerov - Ostrava - Bohumín

Kolín · Kolín dílny · Starý Kolín · Záboří nad Labem · Týnec nad Labem · Kojice · Chvaletice · Řečany nad Labem · Lhota pod Přeloučí · Přelouč · Valy u Přelouče · Pardubice-Opočínek · Pardubice-Svítkov · Pardubice hlavní nádraží · Pardubice-Pardubičky · Pardubice-Černá za Bory · Kostěnice · Moravany · Uhersko · Sedlíšťka · Zámrsk · Dobříkov u Chocně · Sruby · Choceň · Brandýs nad Orlicí · Bezpráví · Ústí nad Orlicí · Ústí nad Orlicí město · Dlouhá Třebová · Česká Třebová
Brno hlavní nádraží · Brno-Židenice · Brno-Maloměřice · Bílovice nad Svitavou · Babice nad Svitavou · Adamov · Adamov zastávka · Blansko · Blansko město · Dolní Lhota · Rájec-Jestřebí · Doubravice nad Svitavou · Skalice nad Svitavou · Svitávka · Zboněk · Letovice zastávka · Letovice · Rozhraní · Moravská Chrastová · Březová nad Svitavou · Dlouhá · Hradec nad Svitavou · Svitavy-Lány · Svitavy · Svitavy-Lačnov · Opatov · Semanín · Česká Třebová
Česká Třebová ↔ Třebovice v Čechách ↔ Rudoltice v Čechách ↔ Lukavá u Rudoltic v Čechách ↔ Žichlínek ↔ Krasíkov ↔ Tatenice ↔ Holštejn ↔ Lupěné ↔ Zábřeh na Moravě ↔ Lukavice na Moravě ↔ Mohelnice ↔ Moravičany ↔ Červenka ↔ Střeň ↔ Štěpánov ↔ Olomouc hlavní nádraží ↔ Grygov ↔ Brodek u Přerova ↔ Rokytnice u Přerova ↔ Přerov ↔ Prosenice ↔ Osek nad Bečvou ↔ Lipník nad Bečvou ↔ Drahotuše ↔ Hranice na Moravě ↔ Bělotín ↔ Polom ↔ Jeseník nad Odrou ↔ Suchdol nad Odrou ↔ Hladké Životice · Mošnov, Ostrava Airport ↔ Studénka ↔ Jistebník ↔ Polanka nad Odrou ↔ Ostrava-Svinov ↔ Ostrava-Mariánské Hory ↔ Ostrava hlavní nádraží ↔ Ostrava-Hrušov ↔ Bohumín